# Orbiter Boom Sensor System

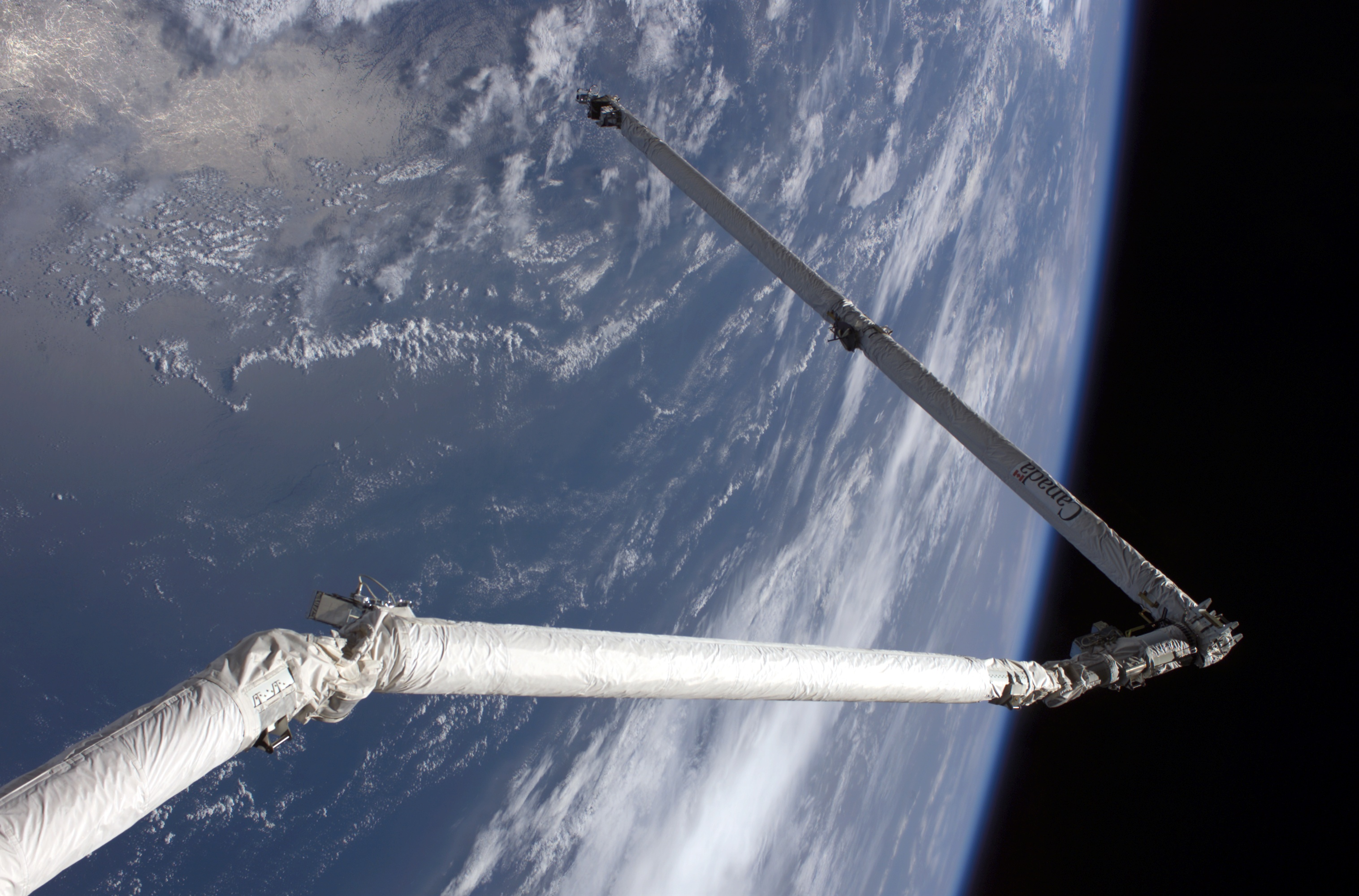
Il Remote Manipulator System (RMS) dello Shuttle che sorregge l'Orbiter Boom Sensor System nella missione STS-114

L'Orbiter Boom Sensor System (OBSS) era un braccio dotato alla estremità di un insieme di strumenti che poteva essere afferrato e manipolato dal Remote Manipulator System presente a bordo dello Space Shuttle. L'OBSS era utilizzato per osservare alcune parti dell'Orbiter per poter rilevare eventuali danni allo scudo termico. Tramite delle telecamere era possibile controllare delle zone critiche, come il bordo anteriore delle ali, il muso e il compartimento dell'equipaggio. L'ispezione veniva effettuata dopo il decollo e prima del rientro. I dati erano inviati a terra dove gli ingegneri controllano lo stato dell'Orbiter. In particolare poteva essere usato nel caso i cui fossero state individuate delle zone con possibili danneggiamenti, che meritavano ulteriori controlli dopo le analisi delle immagini riprese durante il decollo e durante la Rendezvous pitch maneuver.
L'OBSS era stato introdotto come parte del programma di "Ritorno al volo" dopo il disastro dello Space Shuttle Columbia del 2003, causato proprio da un danneggiamento dello scudo termico durante il decollo. La prima missione ad utilizzarlo è stata la STS-114, i cui obiettivi erano i test delle nuove misure di sicurezza per evitare incidenti simili. Nel caso in cui fosse stato rilevato un danno critico erano previste delle operazioni di riparazione dello scudo termico oppure, nel caso non fossero state sufficienti, un piano per il salvataggio degli astronauti. Quest'ultimo prevedeva l'aggancio dello Shuttle danneggiato alla Stazione spaziale internazionale, dove l'equipaggio avrebbe atteso una missione di salvataggio di emergenza (il cui nome in codice era STS-3xx). 
Durante l'ultima missione dello Space Shuttle Endeavour (STS-134), l'OBSS è stato lasciato definitivamente a bordo della stazione spaziale. Per poter essere utilizzato in futuro è stato modificato in modo da renderlo compatibile per l'impiego con il braccio robotico Canadarm 2. L'OBSS è stato stivato su una piattaforma esterna nella quarta attività extravicolare della missione il 27 maggio 2011. 

## Strumenti

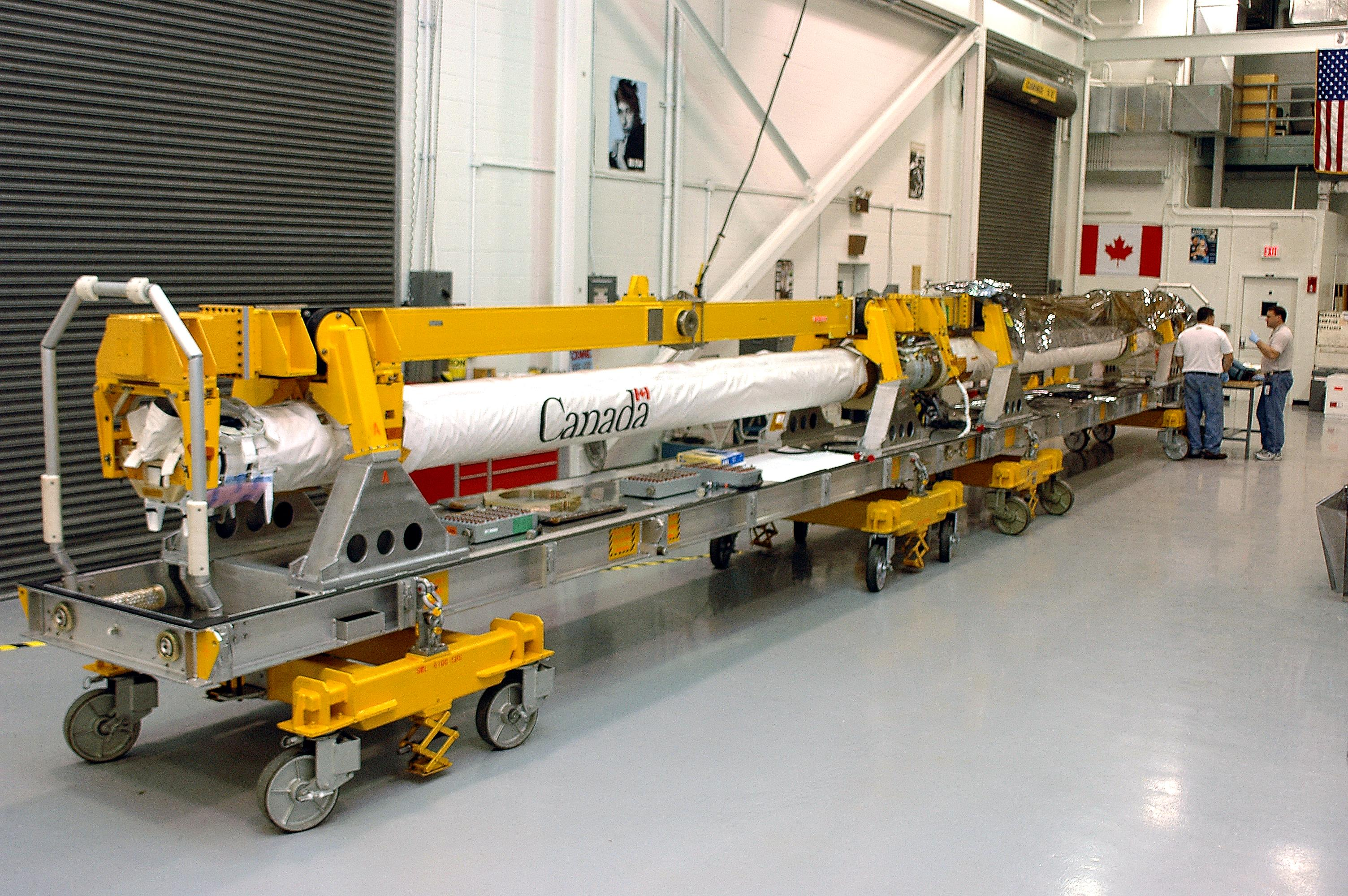
L'OBSS in un hangar

L'OBSS possedeva due gruppi di strumenti. Il primo era costituito dal Laser Dynamic Range Imager (LDRI) e una Intensified Television Camera (ITVC), mentre il secondo da un Laser Camera System (LCS) e una camera digitale (IDC). I sensori avevano una risoluzione di qualche millimetro e potevano scansionare le superfici esterne dell'Orbiter ad una velocità di 64 cm/s.
L'OBSS possedeva anche delle ringhiere esterne per gli astronauti che avrebbero permesso di effettuare le riparazioni nella parte inferiore dell'Orbiter.

## Riparazione durante la missione STS-120

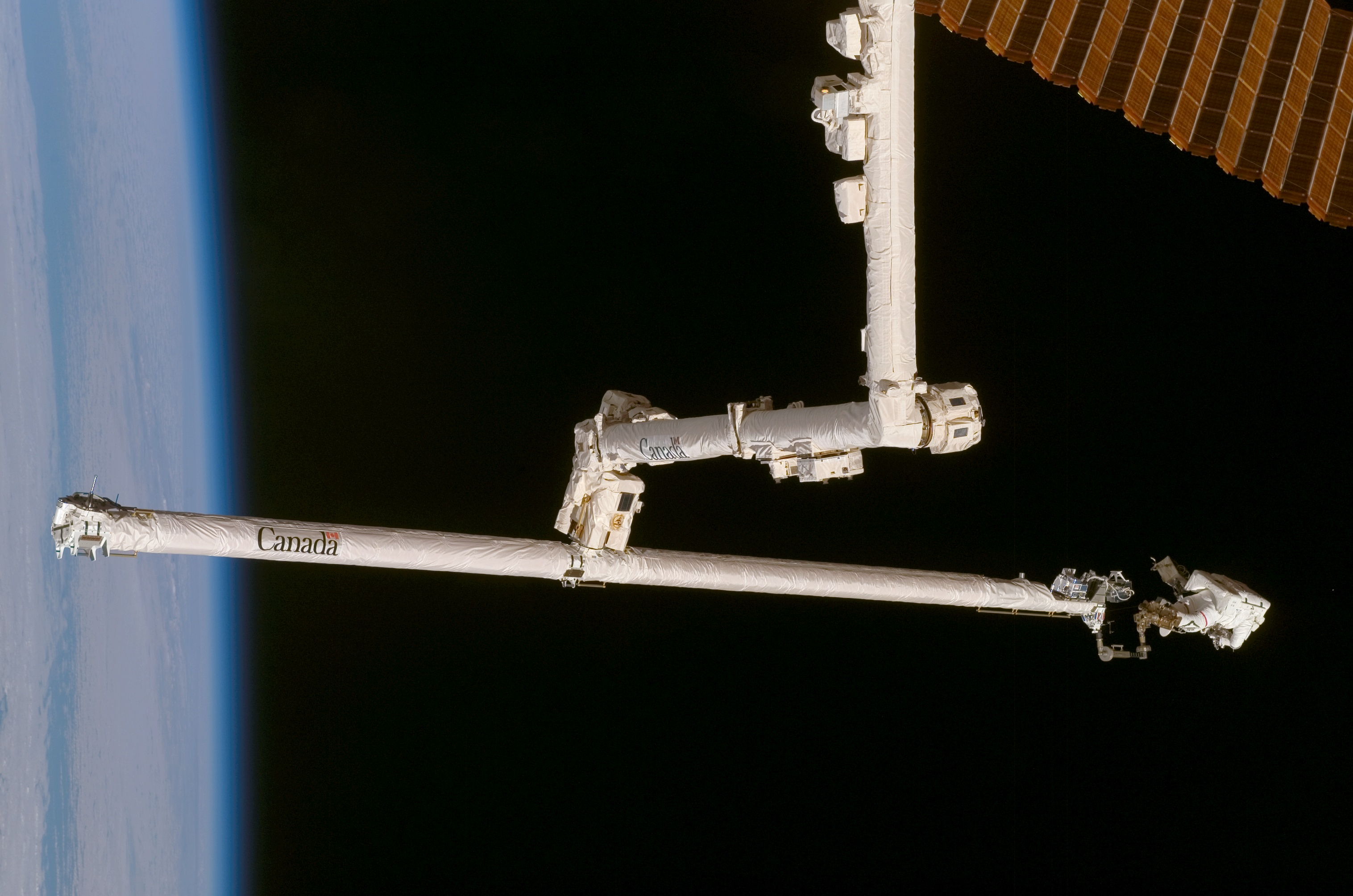
L'astronauta Scott Parazynski collegato all'estremità del OBSS mentre ripara il pannello solare P6

Durante la missione STS-120, l'OBSS è stato utilizzato come una estensione del braccio robotico Canadarm2, un utilizzo per cui non era stato progettato. Durante la missione il pannello solare P6 si è danneggiato durante il dispiegamento. Il Canadarm 2 è stato quindi manovrato per afferrare il braccio al connettore centrale e l'astronauta Scott Parazynski è stato agganciato ad una estremità del braccio per effettuare le riparazioni. Poiché il Canadarm 2 non è in grado di alimentare l'OBSS, sono state prese delle precauzioni per evitare che si danneggi a causa della mancanza di energia per un periodo prolungato di tempo.